# Rote Biotechnologie
|  | Dieser Artikel wurde aufgrund von formalen oder inhaltlichen Mängeln in der Qualitätssicherung Biologie zur Verbesserung eingetragen. Dies geschieht, um die Qualität der Biologie-Artikel auf ein akzeptables Niveau zu bringen. Bitte hilf mit, diesen Artikel zu verbessern! Artikel, die nicht signifikant verbessert werden, können gegebenenfalls gelöscht werden. Lies dazu auch die näheren Informationen in den Mindestanforderungen an Biologie-Artikel. |

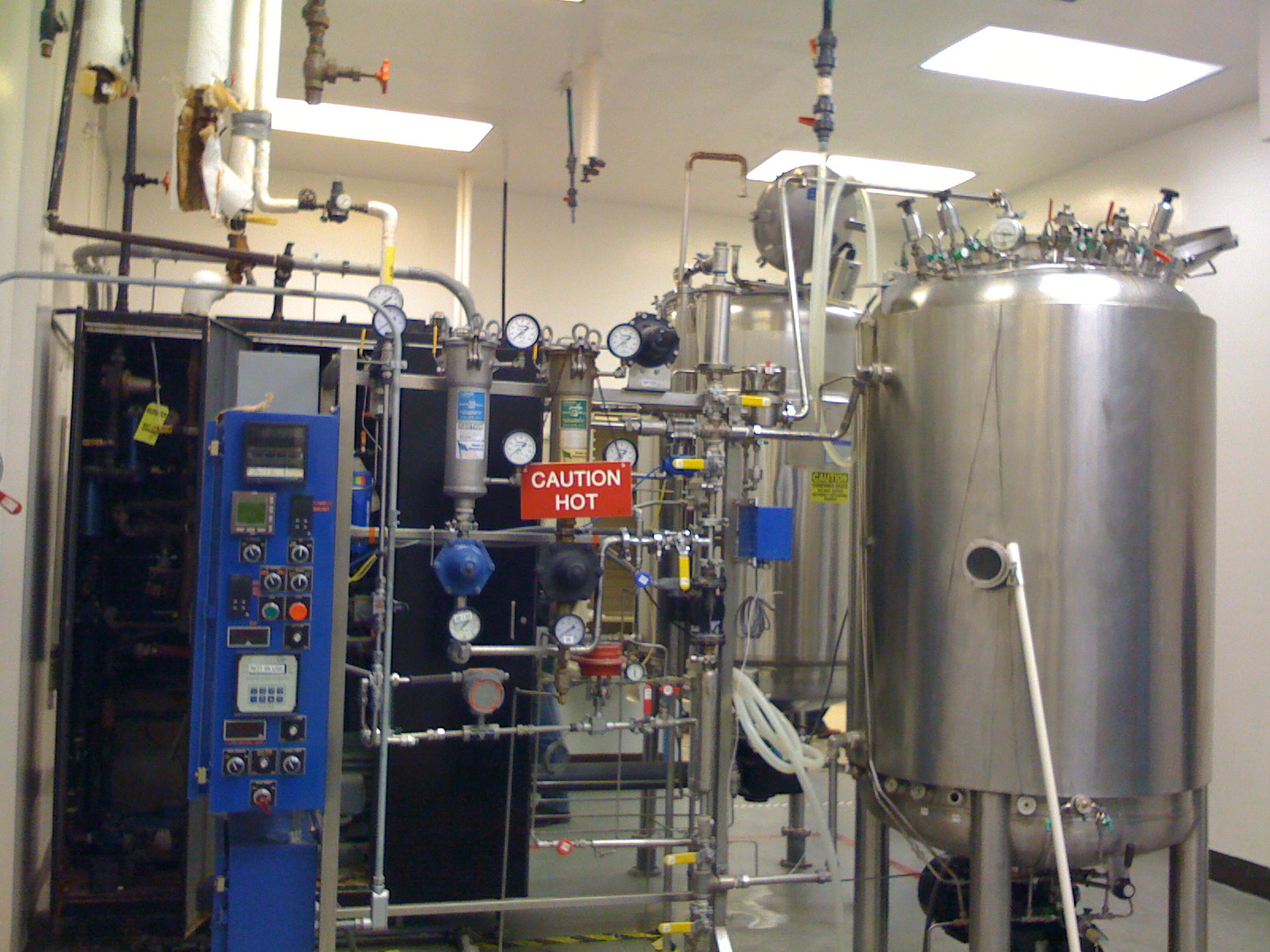
Viele Produkte der roten Biotechnologie werden in Fermentern produziert, wie in dieser Anlage zur Herstellung von Vakzinen

Rote Biotechnologie, auch medizinische Biotechnologie genannt, umfasst die Bereiche der Biotechnologie, die sich mit der Entwicklung therapeutischer und diagnostischer Verfahren befassen – von Biochips zur medizinischen Diagnostik über die personalisierte Medizin bis hin zur Arzneimittelherstellung und Gentherapie.

## Geschichte
Die moderne Geschichte der roten Biotechnologie begann mit der Entdeckung der Welt der Mikroben und damit vieler Krankheitserreger Ende des 15. Jahrhunderts.
Ein weiterer Meilenstein war der Siegeszug der Antibiotika mit der Entdeckung des Penicillins 1928 durch Alexander Fleming.
Revolutionär war 1953 die Aufklärung der Struktur der DNA-Doppelhelix durch James Watson und Francis Crick. Seitdem sind zahlreiche neue Erkenntnisse in der Zell- und Molekularbiologie erarbeitet worden.
Seit 2000 liegt das menschliche Genom entschlüsselt vor, und die Forschung richtet sich zunehmend auf Genome anderer Organismen. Des Weiteren werden einzelne Proteine oder die Gesamtheit der Proteine, das sogenannte Proteom, untersucht.
Objekt des Interesses der roten Biotechnologie sind Krankheitserreger und potenzielle Wirkstoffproduzenten aus der Natur, aber auch die mögliche Heilung von Krankheiten durch Gentherapie.

## Methoden
Die Methoden der roten Biotechnologie unterscheiden sich nach ihrer Zielsetzung und dem Anwendungsbereich. Insofern gibt es Überschneidungen mit anderen Bereichen der Bio- und Gentechnologie.

### Gentherapie
Die Grundüberlegung in der Gentherapie ist die Erkenntnis, dass einige Krankheiten (sogenannte Erbkrankheit) durch ein oder mehrere defekte Gene verursacht werden, sodass nach diesem Denkansatz durch Austausch der defekten Gene die Heilung erreicht werden könnte. Ein Beispiel dafür ist die Thalassämie. Dabei werden folgende Ansätze unterschieden:
- Bei der in vitro Gentherapie werden dem Patienten Zellen entnommen, gentechnisch verändert und dann dem Patienten wieder zugeführt.
- Bei der in vivo Gentherapie wird der Patient direkt mit der Korrektur-DNA in einem Vektor (zum Beispiel Retroviren) behandelt, die die DNA mit dem Genom der Zielzellen in Kontakt bringen soll.

### Entwicklung neuer Medikamente
Biotechnologische Medikamente (Biopharmazeutika) werden durch gentechnische Veränderung von Mikroorganismen, Nutztieren oder Pflanzen (Schnittmenge mit Grüner Gentechnik) hergestellt. Dabei kann sowohl der produzierende Organismus als auch das Produkt iterativ so lange verändert werden, bis der gewünschte Wirkstoff entstanden ist. Der anwendungsorientierte Wissenschaftszweig, der die wissenschaftlichen Methoden und Techniken zur Entwicklung, Prüfung, Herstellung und Zulassung von Arzneistoffen umfasst, heißt Pharmazeutische Biotechnologie. Oft stehen mehrere Technologien zur Auswahl. Ein Beispiel dafür ist die Entwicklung von Insulinpräparaten.

### Herstellung von Biochips zur Diagnostik
Definierte DNA oder Proteine werden auf einen Träger aufgebracht und dann mit einem Probematerial kontaktiert. Die Reaktionen werden anschließend ausgewertet.
Das Protein-Microarray enthält ebenso wie ein DNA-Microarray eine Mehrzahl von Testfeldern auf engstem Raum.

## Anwendungsgebiete

### Medizinische Diagnostik
Biotechnologische Verfahren können dazu verwendet werden, schnell und zuverlässig Krankheiten und genetische Defekte aufzuspüren und auch die Anfälligkeit für bestimmte medizinische Probleme bereits im Vorfeld zu erkennen.
Genetische Tests haben folgende Ziele:
- Nachweis von Infektionserkrankungen (medizinische Diagnostik)
- Pharmakogenomik (Personalisierte Medizin)
  - In einigen Fällen entfalten Medikamente keine Wirkung. Eine genetische Besonderheit kann dafür sorgen, dass ein Medikament beispielsweise sofort wieder abgebaut wird, wenn der Patient zu dieser genetischen Gruppe gehört. Er braucht dann eine höhere Dosierung oder ein anderes Medikament, um die gewünschte Wirkung zu erzielen. Das Gleiche gilt bei ungewöhnlichen Nebenwirkungen.
  - Der Biochip, ein scheckkartengroßes und laborunabhängiges Messgerät, wird zukünftig im Bereich der Diagnostik eingesetzt werden. Mit dem Biochip könnten genetische Daten des Patienten innerhalb kürzester Zeit abgerufen werden. Biochips werden die Medizin der Zukunft wahrscheinlich radikal verändern. Damit sollte die Entwicklung von neuen Wirkstoffen beschleunigt und die frühere Erkennung von Krankheiten ermöglicht werden. Sie erlauben die maßgeschneiderte Dosierung und nebenwirkungsfreie Anwendung von Medikamenten, weil sie die Individualisierung der Medizin (personalized medicine), die so genannte Pharmakogenomik, ermöglichen.
  - Kennt der Arzt die genetische Konstitution seines Patienten, die er mit Hilfe des Biochips feststellen kann, so kann er die Medikamentendosis anheben oder leichter das Medikament wechseln. Er kann den Patienten individuell einstellen.
- Der Nachweis von Erbkrankheiten (pränatale Diagnostik): Mit Hilfe der Gendiagnostik lassen sich Erbgutveränderungen nachweisen und gezielt behandeln.
- Identifizierung von Personen, wie beispielsweise zur Kriminalitätsbekämpfung
- Aufklärung von Verwandtschaftsbeziehungen, z. B.: Vaterschaftstests
- Populationsgenetik – Nachvollziehen der Ausbreitungswege von Populationen, z. B. des Menschen

### Herstellung von Arzneimitteln
- Der klassische Weg zu einem wirksamen Medikament ist in der Regel extrem aufwändig, langwierig und risikoreich. Lange Zeit war es nur möglich, Wirkstoffe mit Zufallstests zu finden; bis sie Patienten helfen können, vergehen 10 bis 15 Jahre. Gendiagnostik und biotechnologische Verfahren vereinfachen und beschleunigen nicht nur das Entdecken und den Produktionsprozess von Heilmitteln, sie verbessern auch die Prüfung ihrer Wirksamkeit und verringern die Wahrscheinlichkeit von Nebenwirkungen. Manche Wirkstoffe lassen sich zudem aufgrund ihrer Komplexität nicht chemisch synthetisieren. Gentechnisch produzierte Wirkstoffe wie Insulin, Impfstoffe, Interferon, Wachstumshormone oder Blutgerinnungsfaktoren gehören heute zum Standard. Viele neue gentechnisch hergestellte Wirkstoffe sind in der Entwicklung. Bei ihrer Entwicklung und Produktion müssen Sicherheitsmaßnahmen beachtet werden, die in Deutschland durch das Gentechnikgesetz festgelegt und durch die Gentechnik-Sicherheitsverordnung näher ausgeführt sind. So erfolgt das Arbeiten im Labor- oder Produktionsbereich unter einer bestimmten Sicherheitsstufe (S1 bis S4).
- Vor allem bei Krankheiten, bei denen klassische Medikamente und Verfahren bisher keine oder nur begrenzte Heilungsmöglichkeiten liefern, kommt die Rote Biotechnologie zum Einsatz. Insbesondere die Bekämpfung der verschiedenen Krebserkrankungen durch gezielte Eingriffe in die Steuerungsmechanismen des Tumorwachstums wird oft als Ziel genannt. Bei der Behandlung von Tumoren, aber auch bei anderen medizinischen Verfahren ist ein wichtiges Teilziel der gezielte Einsatz des Medikaments, bei dem der Wirkstoff nur im erkrankten Gewebe freigesetzt wird, um den restlichen Körper nicht unnötig zu belasten. Auch wenn besonders in der Krebsforschung große Hoffnungen in diese Drug-Delivery-Systeme gesetzt werden, sind sie nicht auf dieses Teilgebiet beschränkt.

### Gentherapie
Nicht nur aus Mikroorganismen gewonnene Medikamente können helfen Krankheiten zu heilen, sondern auch körpereigene Gene oder Zellen. Mit der Gentherapie hofft man, genetische Defekte behandeln zu können:
Therapieformen:
- Gene als Impfstoffe zur Mobilisierung des Immunsystems durch Transfer von immunmodulatorischen Genen
- die somatische Gentherapie: Substitution, also Ersatz eines genetischen Defekts. Den Patienten werden Zellen entnommen, diese werden vermehrt, gentechnisch verändert und wieder implantiert oder die „heilenden“ Gene werden über Vektoren versucht an ihr Ziel zu bringen. Dazu gehört auch der Transport von Suizid-Genen d. h. Genen, die entartete Gene zum „Selbstmord“ treiben sollen.
- die Keimbahntherapie, d. h. die umstrittene Einflussnahme auf fehlerhafte oder unvollkommene Gene im Stadium des Embryo

### Regenerationsmedizin
- Sie befasst sich mit der Entwicklung und Anwendung von Verfahren zur Heilung von erkrankten beziehungsweise zerstörten Geweben und Organen.
- Beim so genannten Tissue Engineering züchtet man Gewebe, das als körpereigenes Transplantat durch Zellaussaat auf biokompatiblen und biodegradierbaren Materialien defektes Gewebe ersetzen kann – wie Knorpel, Knochen oder Haut. Durch das Klonen des Gewebes vom Patienten lässt sich eine optimale Verträglichkeit sicherstellen.
- In der Grundlagenforschung befindet sich noch die Stammzelltherapie. Stammzellen, die sich noch nicht für eine bestimmte Funktion spezialisiert haben, könnten gezielt programmiert werden und als Spenderquelle für Transplantationen dienen, wenn körpereigene Zellen durch akute oder chronische Erkrankungen verloren gehen: etwa die Insulin bildenden Zellen der Bauchspeicheldrüse, Herz-Muskel-Zellen oder Nervenzellen.

Adulte Stammzellen, die im erwachsenen Menschen vorkommen, lassen sich bisher nur begrenzt zu einem bestimmten Zelltyp umwandeln und vermehren. Daher forscht man auch an befruchteten Eizellen, die nach einer künstlichen Befruchtung übrig geblieben sind. Allerdings gibt es in diesem Fall ethische Bedenken.